# Canal Dniéper-Bug
El canal Dniéper-Bug es el canal de navegación interior más largo de Bielorrusia. Conecta el río Mujaviets (un afluente del río Bug Occidental) y el río Pina (un afluente del río Prípiat, tributario del Dniéper).
Originalmente, el canal recibió el nombre de Canal Real (en polaco: Kanał Królewski), en honor al rey de Polonia Estanislao II Poniatowski (r. 1764-1795), que inició su construcción. Forma una parte importante de la arteria de navegación que une el mar Báltico y el mar Negro. La longitud total del sistema de canales de Brest a Pinsk es de 196 km, incluida la vía acuática artificial de 105 km. El sistema de canales comprende:
- la vertiente occidental de Brest a Kobrin
- un tramo de 64 km del río Mujaviets con nivel de agua regulado
- un tramo embalsado de 58 km en el punto a mayor altitud
- la vertiente oriental, un tramo de 47 km del canal
- un tramo de 27 km del río Pina con nivel de agua regulado

La cuenca hidrográfica del sistema de canales asciende a 8500 km².